# سانتا کاتالینا (بولیوار)
سانتا کاتالینا (انگلیسی: Santa Catalina, Bolívar) نام شهری در کشور کلمبیا است.